# 생방송 시민프로젝트 나와주세요
《생방송 시민프로젝트 나와주세요》는 대한민국의 KBS에 방영됐던 교양 텔레비전 프로그램인데 원래 최민식이 진행자로 낙점됐으나 프로그램이 생방송으로 바뀌자 방송인 송지헌 모델 이소라가 천신만고 끝에 공동 MC로 발탁됐다.
한편, 첫 회 방영분에서 전두환 전 대통령의 추징금 미납에 대한 해명을 듣는다며 연희동 전 전 대통령집 앞으로 제작진이 출동해 아무런 성과를 얻어내지 못한 채 해프닝으로 끝난 것 외에도 신중해야 할 시사 프로그램에 개그맨과 미스코리아를 패널로 등장시켜 프로그램의 전체적인 무게를 가볍게 만들었다는 지적이 있었다.
아울러, 제목과 내용,형식이 2002년 10월부터 TV도쿄에서 방영된 <직담판 책임자 나와라>와 흡사하다는 지적을 사 결국 2003년 가을개편으로 막을 내려야 했다.

## 기획 의도
생활 주변의 부조리와 문제점 등에 대해 시민들이 행정 민원 담당자를 찾아가 개선을 요구하는 사회개혁 프로그램이다.

## 방송 일정
- KBS 2TV - 2003년 7월 2일 ~ 2003년 10월 22일 : 매주 수요일 밤 11시 10분 ~ 12시

## 진행자
- 송지헌
- 이소라

## 결방
- 2003년 9월 10일 - 9시 40분부터 추석특선영화 《반지의 제왕: 반지 원정대》편성[4]

## 참고 사항
- 앞서 언급한 것처럼 1회 방송분은 연희동 전두환 자택에 미지급 문제로 인해, 전두환씨 초대 거절하였으나, 실패하였으며 신중해야 할 시사 프로그램에 개그맨과 미스코리아를 패널로 등장시켜 프로그램의 전체적인 무게를 가볍게 만들었다는 지적이 있었다[5].
- 제목과 내용,형식이 2002년 10월부터 TV도쿄에서 방영된 <직담판 책임자 나와라>와 흡사하다는 지적을 사[6] 시청률 부진을 면치 못해 2003년 가을 개편에 맞아 폐지되는 비운을 맞게 된다.